# Die Prinzessin und der Wilderer

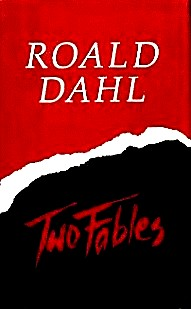
Two Fables, vordere Umschlagseite – 1986

Die Prinzessin und der Wilderer ist eine Kurzgeschichte und ein Kunstmärchen für Erwachsene des britischen Schriftstellers Roald Dahl (1916–1990). Sie wurde unter dem Originaltitel The Princess and the Poacher erstmals 1986 zusammen mit einer weiteren Kurzgeschichte (Princess Mammalia) in der Sammlung Two Fables veröffentlicht. Die deutsche Übersetzung wurde 1989 in der Sammlung Die Prinzessin und der Wilderer, die vier Kurzgeschichten von Roald Dahl enthält, herausgegeben.

## Handlung
Der 18-jährige Hengist hat kein Interesse, wie sein Vater Korbmacher zu werden. In seinem Aussehen ist er äußerst hässlich: gedrungener Körper, krumme Beine, überlange Arme, schrumpeliges Gesicht. Jedoch hat er ungeheure körperliche Kräfte und kann eine fünf Zentimeter dicke Eisenstange verbiegen sowie ein in einen Graben gestürztes Pferd herausheben. Hengist begehrt die Mädchen und sehnt sich mit großer Leidenschaft und Begierde nach ihnen, aber nicht einmal die hässlichen Mädchen wollen wegen seines furchtbaren Aussehens etwas mit ihm zu tun haben. So verbringt er einen Großteil seiner Zeit in der Einsamkeit des Waldes und bei den Tieren. Da seine Familie bettelarm ist, beginnt er in den Ländereien, die alle dem König und den Herzögen gehören, zu wildern. Die Wilderei wird für Hengist so zur Besessenheit, dass selbst aufgestellte Menschenfallen und eine drohende Hinrichtung durch qualvolles Ersäufen in einem dafür speziell präparierten Fass ihn nicht abhalten können.
Eines Tages erblickt Hengist im Wald in der Nähe des Schlosses die 17-jährige Prinzessin beim Pflücken von Glockenblumen und ist überwältigt von ihrer Schönheit. Er spielt mit dem Gedanken, ihr seine Liebe zu gestehen, weiß aber allzu gut, dass sie wegen seiner Hässlichkeit sofort schreiend davonlaufen würde. Den Gedanken, sie sich mit Gewalt gefügig zu machen, verwirft er schnell wieder. Plötzlich sieht er ein riesiges Wildschwein auf die Prinzessin zurasen. Im allerletzten Augenblick schafft es Hengist, sich auf den Keiler zu stürzen und ihn an seinen hervorstehenden Eckzähnen, den Hauern, zu packen, bevor diese die Prinzessin durchbohren. Mit seinen kräftigen Armen stemmt Hengist den Keiler in die Luft und bricht ihm die Wirbelsäule. Der König steht mit seinem Gefolge dabei und ist überwältigt von der Tapferkeit und von der Kraft des Hengist und nimmt ihn auf der Stelle mit an den Königshof.
Als Belohnung für die Lebensrettung seiner einzigen Tochter gibt der verwitwete König Hengist überreichlich materielle Güter sowie eigene Bedienstete. Außerdem verleiht er ihm das uneingeschränkte Recht und die Vollmacht des Königs, sich im Königreich ohne Ausnahme bei jeder Frau – von der Jungfrau und Magd bis zur Gräfin und Herzogin und sogar Prinzessin – sexuell zu bedienen, wann immer er wolle und so oft er wolle. Jede Frau, die sich Hengist verweigert, soll im Ersäuffass mit dem Tode bestraft werden. Die Obersten des Königs jammern und lehnen sich gegen den König auf, weil sie ein sexuelles Chaos am Hof sowie am laufenden Bande Vergewaltigungen auf den Gängen und Schlosswällen befürchten. Sie beruhigen sich erst, als der König ihnen bei einem weiteren Widerstand mit dem Ersäuffass droht. Die gleiche Todesstrafe spricht er gegen sich widersetzende Väter, Ehemänner und Brüder der von Hengist sexuell begehrten Frauen aus.
Nach dem Erlass des Königs wird Hengist von allen im Königreich – von den heruntergekommensten Huren bis zu den Herzögen – gemieden und von ihnen allen wie ein Aussätziger behandelt. Doch Hengist ist etwas Seltsames passiert. Plötzlich ist ihm die Lust abhandengekommen und er begehrt keine Frau mehr. Nachdem die Erfüllung seiner sexuellen Wünsche nicht mehr verhindert und verboten wird, ist der Reiz verloren gegangen.
Eines Tages gesteht die Prinzessin im Beisein ihres Vaters Hengist trotz seiner hässlichen Erscheinung ihre Liebe zu ihm, weil er der einzige anständige Mann im ganzen Schloss sei und ihr nicht sexuell nachstelle. Alle anderen Männer seien abscheuliche Widerlinge, die sie hasse, obwohl etliche doch sehr gut aussehend seien. „Der König entfernte sich leise und ließ die beiden allein. Er war hochzufrieden mit dem Verlauf der Dinge.“ – Der raffinierte Plan des schlauen Königs, Hengist und seine Tochter zusammenzubringen, ist aufgegangen.